# Limnoria tuberculata
Limnoria tuberculata is een pissebed uit de familie Limnoriidae. De wetenschappelijke naam van de soort is voor het eerst geldig gepubliceerd in 1884 door Sowinsky.